# Libertad de prensa en Puerto Rico
La aparición del periodismo en Puerto Rico data del siglo XIX. En la obra Memorias geográficas, históricas, económicas y estadísticas de la Isla de Puerto Rico, escrita por Pedro Tomás Córdova, utiliza como referencia a Antonio S. Pedreira y argumenta que durante el gobierno de Toribio Montes se estableció la imprenta en Puerto Rico. Asimismo, Alejandro Tapia y Rivera en su obra Mis memorias o Puerto Rico, cómo lo encontré y cómo lo dejo, expone que según noticias verídicas, Juan Calderón fue quien fundó y trajo por primera vez la imprenta a la Isla, la cual estableció en los bajos de la casa de los Acostas, Plaza de Santiago, que aún se conoce con aquel nombre. Todo esto transcurrió durante 1806-1809, tiempo que aconteció el gobierno de Toribio Montes.
Entre el 1914 y 1926 se publicó el Boletín Histórico de Puerto Rico, donde en el volumen I, Cayetano Coll y Toste escribió que ya para el 1806 se había establecido en el país la Gaceta Oficial, después el Diario Económico (1814), El Cigarrón (1814), El Diario Liberal (1821), El Eco (1822) y el Boletín Instructivo y Mercantil de Puerto Rico (1839). Luego, aparecieron otros periódicos en Mayagüez, Arecibo, Ponce, Humacao, Aguadilla, entre otros, “que levantaron esa tribuna del pensamiento, donde las inteligencias emiten las ideas salvadoras, esclarecen y resuelven los problemas sociales y dan rumbo y solución a todos los conflictos; porque la prensa hace que todo un pueblo se incline sobre una hoja de papel y medite y piense como una sola alma y como un solo cerebro” (Coll y Toste 1914 p.173). Por otro lado, Lidio Cruz Monclova, historiador puertorriqueño, recoge el nacimiento del periodismo y enfatiza que la introducción de la imprenta data del 1803-1806 y que la aparición del primer periódico, La Gaceta, fue entre el año 1805-1806.

## La libertad de prensa y la responsabilidad periodística
De la libertad de prensa, surge la responsabilidad que tienen los periodistas de informar a los ciudadanos sobre los acontecimientos y temas recurrentes a las situaciones tanto del país, como hechos mundiales. Es importante señalar que en Puerto Rico, debido a la situación política, la prensa depende de los recursos periodísticos de los Estados Unidos, que provienen de cadenas como CNN, Univisión, Prensa Asociada, etc.
La libertad de prensa da paso al derecho a la información y a estar informado. El derecho a la información abarca todo en relación al fenómeno informativo que consiste en que los hombres, tanto emisores como receptores participen del proceso comunicacional.
Retomando el derecho a la libertad de prensa, el cual está regido por la Constitución del Estado Libre Asociado de Puerto Rico, en el Artículo II Carta de Derechos, Sección 4, establece que “no se aprobará ley alguna que restrinja la libertad de palabra o de prensa o el derecho del pueblo a reunirse en asamblea pacífica y a pedir al gobierno la reparación de agravios”.. También, en la Constitución Nacional, artículo I de la Constitución de Estados Unidos expresa que “no se aprobará ley alguna que restrinja la libertad de prensa o palabra”. Asimismo, en el 1980 se creó el Privacy Protection Act el cual prohíbe las órdenes de cateo en las salas de redacciones. Aunque esto no es del todo cierto, puesto que se han establecido leyes que conducen a la censura y autocensura.
A partir del 2001, se implementó el USA Patriot Act, que permite que se vigilen individuos que se consideren como amenaza a la seguridad nacional. También, se les expandieron los poderes al Negociado de Investigaciones Federales (FBI), donde estos pueden obtener récords mediante órdenes judiciales secretas (Lugo 2004 p.40) Además, pueden interceptar todo la información recopilada por periodistas como grabaciones, llamadas telefónicas y correos electrónicos. Asimismo, se les puede obligar a testificar ante las cortes, si las autoridades lo entienden pertinente.

## Prensa, persecución y censura
Desde los orígenes, el periodismo en Puerto Ricos ha sido un vehículo para la reflexión y debate de la situación política y cultural. Se entiende por censura, según definiciones del Diccionario de la Real Academia Española, «dictamen y juicio que se hace o da acerca de una obra o escrito», «corrección o reprobación de alguna cosa». Históricamente, la prensa ha sido perseguida y en ocasiones se ha desistido, ya sea por miedo o manipulaciones ejercidas tanto externas como internas.
A principios del 1993, el director de Comunicaciones del Gobernador, Alberto Goachet, llevó un mensaje de censura al periodismo puertorriqueño que difundió a través de los medios noticiosos de Estados Unidos, criticando una información publicada por la oficina de San Juan, The Associated Press, sobre la alta incidencia criminal en la Isla. La carta instaba a los editores a borrar la información de sus sistemas informativos y cuestionar todo lo que procedía de los reporteros y reconocía como únicos profesionales a tres periodistas estadounidenses. Goachet desconocía que esos mismos periodistas, escribieron y editaron las mismas notas de prensa que él criticó. Algo similar ocurrió con una periodista, Daisy Sánchez de Teleonce, Puerto Rico, quien el tribunal federal de Stanford, Connecticut, fue citada  para que entregara todas las grabaciones y entrevistas que tuviera de los prófugos Macheteros, Filiberto Ojeda Ríos y Luis Colón Osorio, luego que se transmitiera una entrevista en el clandestina que realizó la periodista a los prófugos Filiberto Ojeda Rios y Luis Colón Osorio.  La responsabilidad de los entrevistados por las acciones armadas que se les imputaban no estaba en discusión, pues se habían admitido en gran parte su participación, pero técnicamente por lo que se les buscaba era para un juicio por el robo de casi $8 millones a la Wells Fargo de Hartford. Sánchez ganó su caso ante el tribunal de Boston, quien determinó que la reportera sería la custodio de las grabaciones que se negó a entregar. Su caso sentó un precedente en esa jurisdicción.
El 1998 fue un año de intensa cobertura noticiosa, ya que surgió la huelga de los trabajadores de la Telefónica, en contra de su privatización. Esta era diferente, violenta y relacionada estrechamente con asuntos político-social-económico. Es así, como las fuerzas en contra de este acto, convirtieron a los periodistas, que en este caso eran los mensajeros, en objetos de agresiones, amenazas y hostigamiento para obstaculizar el trabajo. Sin embargo, tras el fin de esta huelga, y la inevitable privatización, todas las querellas contra las agresiones hacia la prensa, quedaron inmunes.
Otra realidad que dificulta el trabajo de los periodistas son las acciones internas. Para el 2000, el San Juan Star despidió a Gino Ponti, y suspendió a Manny Suárez por varias razones. Ponti, veterano periodista que dio cátedra sobre crónicas policíacas, fue despedido ya que expresó el sentir de sus compañeros con respecto a la manipulación de las informaciones y otros contenidos en el periódico. Asimismo, Suárez, lleva años en disputa con el periódico, ya que fue suspendido por protestar cuando vio que a su columna se le habían quitado párrafos, dando a entender que favorecía al candidato del PNP para la gobernación, Carlos Pesquera. Al final, se le publicó la columna como la había escrito, pero aun así fue suspendido.
Actualmente, la prensa vuelve a ser censurada, cuando el 19 de octubre de 2009, el director de la Corporación para la Difusión Pública (WIPR), Ray Cruz, canceló de manera abrupta el telediario de la televisión estatal que por casi dos décadas se emitió a las seis y nueve de la tarde. El motivo de esta decisión, según Ray Cruz, es que no consta con presupuesto suficiente para cubrir la nómina. Claramente, La Asociación de Periodistas de Puerto Rico (ASPPRO) repudió la determinación de cancelar el espacio noticioso. Asimismo, la ASPPRO ha intentado desde julio de 2009, que al programa “Frente al pueblo” se le otorgue otro horario, algo que ha sido denegado. “Es claro que a la nueva gerencia de WIPR no le interesa un espacio hecho por periodistas puertorriqueños donde se debata, se analice y se presente la realidad del país”. (Lenín López 2009)